# Vasillaq Vangjeli
Vasillaq Vangjeli (ur. 19 lutego 1948 w Peshkopii, zm. 26 września 2011 w Tiranie) – albański aktor.

## Życiorys
W 1971 po zakończeniu służby wojskowej rozpoczął studia na wydziale aktorskim Instytutu Sztuk w Tiranie. Studia ukończył w 1975 i w 1976 rozpoczął pracę w Teatrze Ludowym, skąd przeniósł się do Państwowego Teatru Estradowego. Z tą sceną związał się do 2005, pracując jako aktor i reżyser. W 2005, kiedy doszło do reorganizacji teatru, aktor stracił pracę.
Na dużym ekranie zadebiutował w 1976 rolą rzeźbiarza Kociego w filmie Zonja nga qyteti. Zagrał w dziewięciu filmach fabularnych.
Za działalność artystyczną został wyróżniony Orderem Naima Frasheriego 1 kl.
W 2005 przeszedł na emeryturę. Zmarł w wyniku powikłań spowodowanych cukrzycą.

## Role filmowe
- 1976: Tokë e përgjakur jako komisarz
- 1976: Pyll i lirise jako partyzant
- 1976: Zonja nga qyteti jako rzeźbiarz
- 1978: Yje mbi Drin
- 1981: Shoku ynë Tili jako kierowca
- 1984: Endërr për një karrigë
- 1986: Kur ndahesh nga shokët jako Rakip
- 1992: Gjuetia e fundit jako Komendant
- 1995: Oreksi i madh
- 2005: Piruet jako Baxhulli
- 2009: Para nga qelli